# Stanisław Kowal

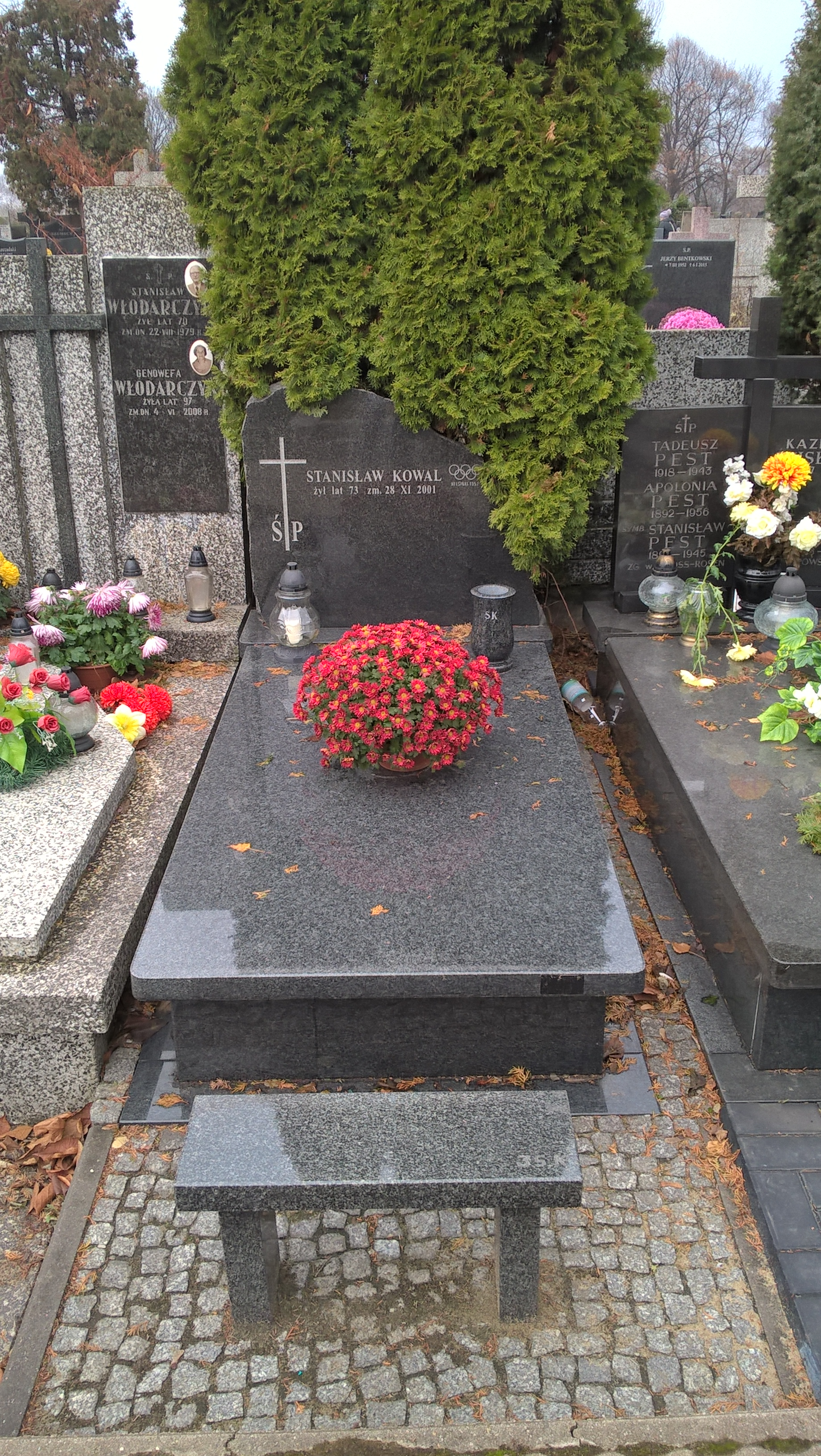
Grób Stanisława Kowala na cmentarzu Bródnowskim w Warszawie

Stanisław Zygmunt Kowal (ur. 2 maja 1928 w Kielcach, zm. 28 listopada 2001 w Warszawie) – polski lekkoatleta trójskoczek, mistrz Polski, olimpijczyk.
Startował na igrzyskach olimpijskich w 1952 w Helsinkach, gdzie odpadł w eliminacjach trójskoku.
Był mistrzem Polski w trójskoku w 1952, czterokrotnym wicemistrzem w 1951, 1955, 1956 i 1958 i raz brązowym medalistą w 1953. Był również mistrzem Polski w hali w 1954, wicemistrzem w 1951. Był również brązowym medalistą w hali w skoku w dal w 1950. 
W latach 1950–1956 osiem razy startował w meczach reprezentacji Polski, bez zwycięstw indywidualnych.
Rekord życiowy Kowala w trójskoku wynosił 15,23 m (30 października 1955 w Poznaniu), a w skoku w dal 6,86 m (29 kwietnia 1956 w Warszawie).
Był zawodnikiem Lechii Kielce (1948), Ogniwa Warszawa (1949-1955), Spójni Warszawa (1955) i Sparty Warszawa (1956-1958).
Ukończył SGPiS i był jako ekonomista przez wiele lat pracownikiem przedsiębiorstw handlu zagranicznego.
Pochowany na cmentarzu Bródnowskim w Warszawie (kwatera 35K-1-15).